# Sphaeromerus glomeratus
Sphaeromerus glomeratus är en mångfotingart som först beskrevs av Carl Graf Attems 1934.  Sphaeromerus glomeratus ingår i släktet Sphaeromerus och familjen Spirostreptidae. Inga underarter finns listade i Catalogue of Life.